# Olivier Bitz
Pour la commune, voir Bitz.
Olivier Bitz est un haut fonctionnaire et homme politique français, ancien sous-préfet élu sénateur dans l’Orne en septembre 2023.

## Biographie

### Carrière politique
Olivier Bitz commence sa carrière politique en tant qu'attaché parlementaire des députés socialistes Armand Jung en 2002 et Roland Ries de 2004 à 2006.
En 2008, il bat le candidat de l'UMP Jean Waline et devient conseiller général[réf. nécessaire]. Il est par la suite adjoint au maire de Strasbourg.
En 2017, il est le premier élu du Parti Socialiste à rallier Emmanuel Macron dans le Bas-Rhin, en perspective de l'élection présidentielle de 2017.
En juillet 2018, il est nommé sous-préfet de Mortagne-au-Perche. Il occupe ce poste jusqu'en février 2020, avant d'être muté en tant que sous-préfet de Brignoles.
Il se présente aux élections sénatoriales de 2023 dans l'Orne et est élu au second tour le 24 septembre en battant le sénateur LR sortant Vincent Segouin.

## Synthèse des résultats électoraux

### Élections sénatoriales
| Année | Parti | Parti | 1er tour | 1er tour | 1er tour | 2d tour | 2d tour | 2d tour | Issue |
| Année | Parti | Parti | Voix     | %        | Rang     | Voix    | %       | Rang    | Issue |
| ----- | ----- | ----- | -------- | -------- | -------- | ------- | ------- | ------- | ----- |
| 2023  |       | ENS!  | 442      | 42,79    | 2        | 518     | 51,65   | 1er     | Élu   |